# Луганские авиалинии
Луганские Авиалинии (укр. Луганськi Авіалінiї) — украинская авиакомпания, существовавшая в 2003—2010 годах. Базировалась в Луганске, Украина.

## История
Авиакомпания образована путём реорганизации Луганского государственного авиационного предприятия «Луганские авиалинии» в 2003 году и является его правопреемником. В свою очередь, Луганское государственное авиационное предприятие «Луганские Авиалинии» было создано на базе ворошиловградского объединённого авиаотряда, образованного в январе 1946 г как 285-й авиационный отряд Аэрофлота.
Авиакомпания имела сертификат эксплуатанта Государственного департамента авиационного транспорта Министерства транспорта Украины № 039.
Изначально 86,98 % компании принадлежали государству в лице Фонда Госимущества, 12,95 % акций авиакомпании — «Восточно-украинской металлургической компании» (Алчевск, Луганская область). К 2008 года металлургическая компания выкупила у государства остальную часть и довела свой пакет до 99,92 %. Возглавлял авиакомпанию председатель правления Немлихер Анатолий Викторович.
2008 год «Луганские авиалинии» закончили с убытком 2,16 млн грн, сократив чистый доход на 46,25 %, или на 12,483 млн грн до 14,508 млн грн по сравнению с 2007 годом. В мае 2010 года хозяйственный суд Луганской области признал авиакомпанию банкротом, и она прекратила полёты.

## Флот
Компания эксплуатировала пять самолетов Ан-24РВ на авиалиниях Украины по регулярному расписанию, а также выполняла чартерные (заказные) авиаперевозки и передавала в аренду самолёты для работы за пределами Украины. Воздушные суда были оборудованы экономическим и бизнес классами.
До 2003 года на балансе ГАП «Луганские Авиалинии» были 2 самолёта Ту-154Б-2, выведенные из эксплуатации и утилизированные к 2007 году, а также 2 Ан-24, один из которых был продан в Ливию, второй отдан 410-му авиаремонтному заводу в Киеве.
После прекращения полётов компании 4 самолёта Ан-24 были порезаны на металлолом, один передан в Луганский авиационный музей.
В сентябре 2014 года один из Ан-2, принадлежавших «Луганским авиалиниям», был уничтожен в ходе боевых действий в районе аэропорта Луганска.